# Південно-східне наріччя української мови

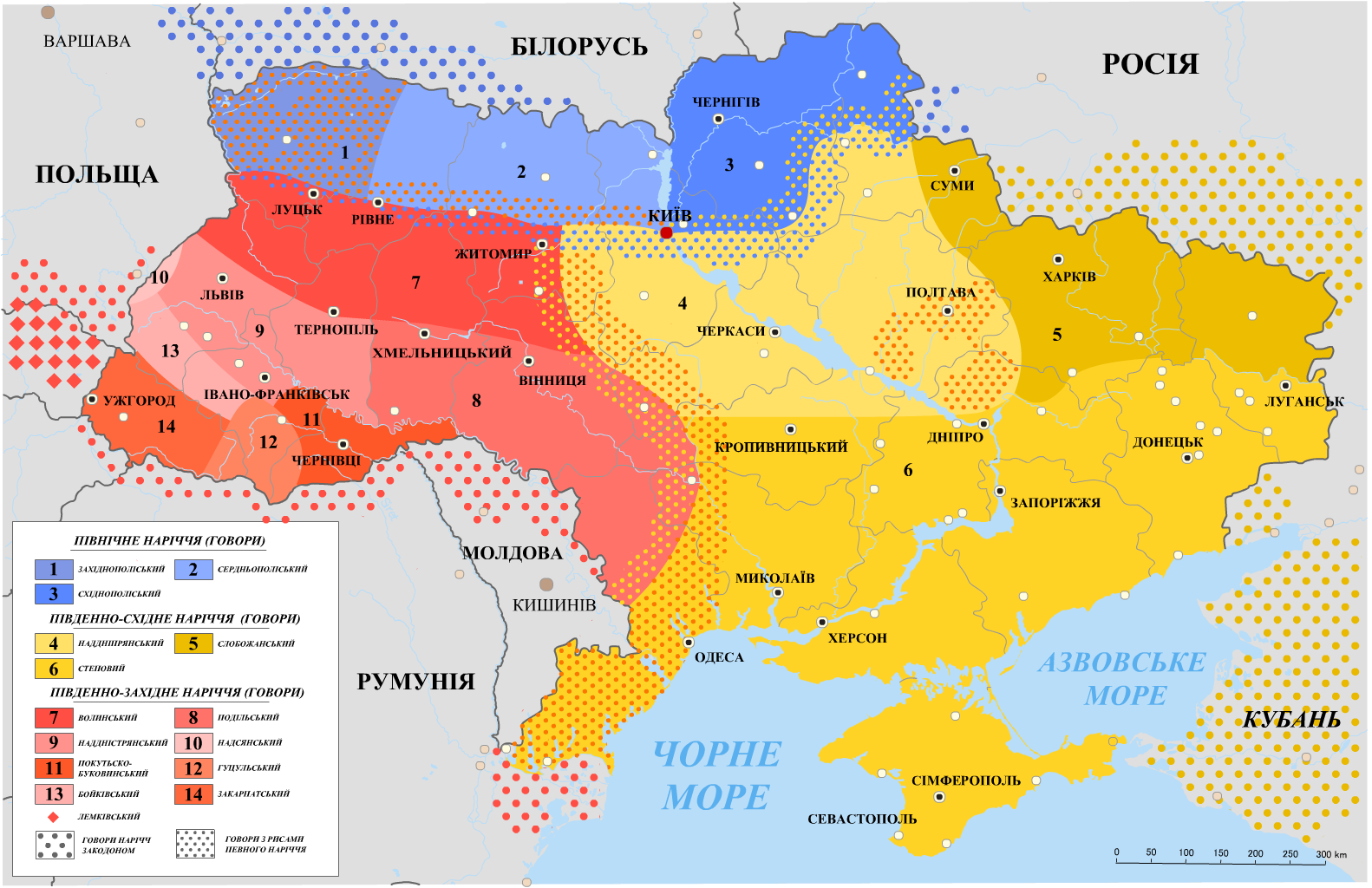
Карта українських наріч і говорів (2005):
Середньонаддніпрянський говір (4)
Слобожанський говір (5)
Степовий говір (6)

Півде́нно-схі́дне нарі́ччя — одне з трьох наріч української діалектної мови, що охоплює територію Півдня, Сходу та Центру сучасної України, а також більшість територій розселення українців у Росії.

## Ареал
Південно-східне наріччя охоплює говори південних районів Київської та Сумської областей, усієї території Харківської, Луганської, Донецької, Полтавської, Запорізької, Дніпропетровської, Херсонської, Кіровоградської, Черкаської, Миколаївської та Одеської областей (крім окремих районів чотирьох останніх, говірки яких належать до південно-західного наріччя). Південно-східне наріччя також поширене в Криму та у суміжних районах Курської, Бєлгородської, Воронезької, Ростовської областей Росії.
Говірки південно-східного наріччя разом з говірками північного наріччя функціонують серед українських переселенців на Кубані, у Краснодарському та Ставропольському краях, на Далекому Сході, Надволжі, в Сибіру, Казахстані, на півночі Казахстану. 
Північна межа з поліським наріччям проходить по умовній лінії Коростишів — південь Києва — Прилуки — Конотоп — і далі по Сейму до російської мовної території. З південно-західним наріччям на заході по умовній лінії Фастів — Біла Церква — Ставище — Тальне — Первомайськ — Ананьїв. На сході  межує з південноросійськими говірками.

## Внутрішній поділ
Південно-східне наріччя об'єднує три говори: середньонаддніпрянський , слобожанський та степовий, з яких лише перший належить до говорів давньої формації, а два інші — пізнішого утворення.
Середньонаддніпрянський говір має виразну північну діалектну основу. Слобожанський і степовий виникли як наслідок переселення людності протягом 16-18 сторіч, південно-східне наріччя остаточно сформувалося у 19-20 століттях. Воно побутує на території з найчисельнішим порівняно з двома іншими наріччями українським населенням, а його говори значно однорідніші, ніж говори північного і південно-західного наріч.

## Особливості
Південно-східному наріччю властивий шестифонемний наголошений вокалізм, який в основних виявах фонем мало чим відрізняється від вокалізму української літературної мови. Однак у частині говірок південно-східного наріччя спостерігаються риси, характерні для говірок північного наріччя, наприклад: збереження [о], [е] в ненаголошеній позиції на місці етимологічних [о], [е] (гвоздки́, бéседа, пошóў). У південно-східному наріччі в ненаголошеній позиції немає розрізнення фонем [е], [и] (ниесý, виеду́, жеиве́, биерéза, сиелó). У ряді говірок фонему [о] у ненаголошеній позиції заступає фонема [у] (туобí, пуожар). У системі консонантизму південно-східного наріччя у більшості говорів фонема [ф] заступається звичайно [x], [хв] (тýхлі, хвáбрика, бухвéт); обмежено вживаються африкати [дж], [дз], [дз’], замість них — [д], [ж], [з] (хóд'у, бужý, звонóк, жерелó); наявний альвеолярний (так званий середній) [л.], що найчастіше виступає у полтавських говірках (гол.ова, бул.и́, мол.око); поширений м'який приголосний [р’] (р'ама, гр'аниц'а, кобзар’).
На морфологічному рівні діалектні ознаки спостерігаються головним чином у дієвідмінюванні. Форми інфінітива можуть мати паралельні суфікси ти або т’; дієслова 1-ї особи однини — форми типу вóз'у, кóс'у, сид’ý, крут’ý; широко представлені усічені форми у дієсловах І дієвідміни: зна, гукá, дýма, питá; у дієсловах II дієвідміни у слобожанських і степових говірках виникли форми типу нóсе, рóбе, лáзе.
Серед синтаксичних ознак південно-східного наріччя — багатозначність сполучник де, що вживається замість куди, який, що; обмежене вживання сполучника але, частіше — сполучники так, та, а, но (ну).
У лексиці південно-східного наріччя є чимало росіянізмів, а також, особливо в степових говірках, тюркізмів, болгаризмів, запозичень з романських мов. Лексичні ареали південно-східного наріччя нечіткі, розмиті.

## Лексика
- Комиш — очерет